# اسألوا لبيبة
اسألوا لبيبة (باليابانية: ミームいろいろ夢の旅 ميمو إيرو إيرو يومه نو تابي) هو مسلسل أنمي ياباني أنتج من قبل نيبون أنيميشن، وعرض للمرة الأولى في الفترة بين 1983 و1985. يتحدث هذا المسلسل عن اكتشافات علمية شهيرة واختراعات بالإضافة إلى شرح مبادئها بشكل مبسط، مع بعض التطلعات المستقبلية وأفكار الخيال العلمي. المسلسل مترجم إلى عدة لغات ومن ضمنها العربية.

## شخصيات المسلسل
يتكون من ثلاث شخصيات رئيسية وهي وليد وهيا ولبيبة التي تكون داخل جهاز حاسوب ويتم استدعاءها عند الحاجة إلي معرفة معلومة من قبل ولد وأخته الصغيرة.

## شخصيات تحدث عنها المسلسل
| - غاليلو غاليلي - تشارلز داروين - صمويل مورس - جان هنري فابر - جورج ستيفنسون وابنهروبرت ستيفنسون - جيمس واط - ألفريد فيجنر - لويس باستور - قسطنطين تسيولكوفسكي وروبرت جوددارد - ألكسندر غراهام بيل - نسيفور نيبس ولويس داجير ووليم فوكس تالبوت - ألكسندر فلمنغ وإرنست تشين وهوارد فلوري - توماس إديسون | - جاك إيف كوستو وMaurice Fargues - روبرت ادوين بيري - روبرت فالكون سكوت وروال أموندسن - جوزيف لوي لاغرانج - بلينيوس الأكبر وبلينيوس الأصغر وتوماس جاغار - ألبرت أينشتاين - رينيه ديكارت - يوهانز كبلر - إسحق نيوتن وكريستيان هوغنس - جوزيف نيبس - شامبليون - الأخوان رايت - فريدريك وليام هيرشل |  |

## وصلات خارجية
- اسألوا لبيبة على موقع IMDb (الإنجليزية)
- اسألوا لبيبة على موقع قاعدة بيانات الفيلم (الإنجليزية)
- اسألوا لبيبة على موقع ANN anime (الإنجليزية)